# Estación Charagua
Estación Charagua ist eine Ortschaft im Departamento Santa Cruz im südamerikanischen Anden-Staat Bolivien.

## Lage im Nahraum
Estación Charagua ist die zweitgrößte Ortschaft des Municipios Charagua in der Provinz Cordillera. Estación Charagua liegt auf einer Höhe von 746 m am Ostrand der Sierra Charagua, die elf Kilometer westlich der Stadt bis auf Höhen von 1400 m ansteigt. Bei der Nachbarstadt Charagua durchbricht der Río Charagua den nord-südlich verlaufenden Höhenzug und fließt nach Osten an Estación Charagua vorbei in Richtung auf den Río Parapetí, sein Wasser versickert jedoch wenige Kilometer bevor er den Fluss erreicht.

## Geographie
Estación Charagua liegt im Bereich des tropischen Klimas im südamerikanischen Gran Chaco, die sechsmonatige Feuchtezeit reicht von November bis April und die Trockenzeit von Mai bis Oktober.
Die Jahresdurchschnittstemperatur beträgt 23 °C (siehe Klimadiagramm Camiri), mit 17 bis 18 °C von Juni bis Juli und über 26 °C von November bis Dezember. Der Jahresniederschlag beträgt knapp 900 mm, feuchteste Monate sind Dezember und Januar mit 175 mm und trockenste Monate Juli und August mit knapp 10 mm.

## Verkehrsnetz
Estación Charagua liegt 267 Straßenkilometer südlich von Santa Cruz, der Hauptstadt des Departamentos.
Von Santa Cruz führt die Nationalstraße Ruta 9 über 318 Kilometer in südlicher Richtung über Cabezas bis Abapó. Dort führt die Ruta 36 weiter in südlicher Richtung und erreicht über El Espino die Stadt Charagua und führt weiter nach Boyuibe. Estación Charagua ist mit Charagua über eine sieben Kilometer lange unbefestigte Landstraße in west-östlicher Richtung verbunden.
Charagua ist an den nationalen Flugverkehr über eine östlich der Stadt gelegene Flugpiste angeschlossen, die eine Länge von 1200 m hat. Durch Charagua (Estación) führt die Eisenbahntrasse von Santa Cruz nach Yacuiba und hat hier einen Haltepunkt für den Personenverkehr. Von hier aus gibt es Personenzug-Verbindungen in nördlicher wie in südlicher Richtung, welche die Fahrgäste in etwa achteinhalb Stunden nach Santa Cruz und nach Yacuiba befördern.

## Bevölkerung
Die Einwohnerzahl der Ortschaft ist in den vergangenen beiden Jahrzehnten um mehr als die Hälfte angestiegen:
| Jahr | Einwohner | Quelle       |
| ---- | --------- | ------------ |
| 1992 | 1134      | Volkszählung |
| 2001 | 1473      | Volkszählung |
| 2012 | 1751      | Volkszählung |
| 2024 |           | Volkszählung |

Die Region weist einen deutlichen Anteil an Guaraní-Bevölkerung auf, im Municipio Charagua sprechen 48,8 Prozent der Bevölkerung Guaraní.